# マンデー (映画)
『マンデー』（原題:Monday）は2020年に公開されたアメリカ合衆国・イギリス・ギリシャ合作のドラマ映画である。監督はアルギリス・パパディミトロプロス、主演はセバスチャン・スタンが務めた。
本作は日本国内で劇場公開されなかったが、iTunesでの配信が行われている。

## 概略
アテネ。30代半ばのDJ（ミッキー）は屋外パーティーで出会った女性（クロエ）とお互いに一目惚れし、そのまま燃え上がるような恋に突入した。欲求の赴くままに肌を重ね合い、2人はその勢いで一緒に暮らすことにしたが、ここである問題に直面することになった。それは熱狂的な恋愛と平凡な同居生活は根本的に違うという問題であった。前者において魅力的に映ったミッキーの自由奔放さも、後者においてはクロエの苛立ちの原因となった。また、クロエの方も両者の違いを十分に自覚しておらず、恋愛に酔っていた時期に味わったものをミッキーに求めてしまうのだった。

## キャスト
- ミッキー：セバスチャン・スタン
- クロエ：デニース・ゴフ
- バスティアン：ドミニク・ティッパー
- タキス：ヴァンゲリス・ムリキス
- クリストス：アンドレアス・コンスタンティヌ
- マノス：シラス・ゾーマーカス
- ステファニー：ソフィア・コッカリ

## 製作・音楽
2018年8月20日、セバスチャン・スタンとデニース・ゴフが本作に出演することになったと報じられた。2021年4月23日、レイクショア・レコーズが本作のサウンドトラックを発売した。

## 公開・興行収入
当初、本作は2020年4月に開催される予定だったトライベッカ映画祭でプレミア上映されることになっていたが、新型コロナウイルスの流行が拡大したため、映画祭自体が延期になってしまった。9月11日、本作は第45回トロント国際映画祭でプレミア上映された。2021年2月5日、IFCフィルムズが本作の全米配給権を獲得したとの報道があった。3月12日、本作のオフィシャル・トレイラーが公開された。4月16日、本作は全米54館で封切られ、公開初週末に1万8767ドルを稼ぎ出し、週末興行収入ランキング初登場30位となった。

## 評価
本作に対する批評家の評価は平凡なものに留まっている。映画批評集積サイトのRotten Tomatoesには75件のレビューがあり、批評家支持率は49%、平均点は10点満点で5.6点となっている。サイト側による批評家の見解の要約は「『マンデー』の主演2人は魅力的であり、アテネの情景も美しく撮られている。しかし、キャラクターの構築に重大な欠陥があるばかりに、嵐のような激しい恋のインパクトが薄れている。」となっている。また、Metacriticには24件のレビューがあり、加重平均値は58/100となっている。